# 泰國矛齒鯰
泰國矛齒鯰，為輻鰭魚綱鯰形目鯰科的其中一種，為熱帶淡水魚，分布於亞洲湄公河流域，體長可達60公分，棲息在底層水域，以魚類為食，生活習性不明。